# Isosaari (ö i Finland, Norra Österbotten, Uleåborg, lat 65,35, long 25,98)
Isosaari är en ö i Finland. Den ligger i Ijo älv och i kommunen Uleåborg i den ekonomiska regionen  Uleåborgs ekonomiska region  och landskapet Norra Österbotten, i den centrala delen av landet, 600 km norr om huvudstaden Helsingfors. Öns area är 2 hektar och dess största längd är 240 meter i öst-västlig riktning.